# Sophie Péron
Pour les articles homonymes, voir Péron.
Sophie Péron est une joueuse française de volley-ball née le 11 mai 1989 à Calais (Pas-de-Calais). Elle mesure 1,71 m et joue libéro.

## Carrière
Sophie Péron joue au RC Cannes de 2011 à 2013. Avec ce club, elle remporte deux doublés championnat et Coupe de France. En fin de saison 2013, Péron arrête sa carrière et se reconvertit dans l'enseignement de l'anglais .

## Clubs
| Club       | Pays   | De        | À         |
| ---------- | ------ | --------- | --------- |
| SES Calais | France | 2005-2006 | 2010-2011 |
| RC Cannes  | France | 2011-2012 | 2012-2013 |

## Palmarès
- Championnat de France (2)
  - Vainqueur : 2012, 2013

- Coupe de France (2)
  - Vainqueur : 2012, 2013

Finale de Ligue des Champions en 2012.
Élue meilleure libero du championnat en 2010